# 宮廷人の閑話
『宮廷人の閑話』（きゅうていじんのかんわ、De nugis curialium）は、12世紀のラテン語作家ウォルター・マップの主要な現存している作品。彼はウェールズを出自とするイングランドの廷臣だった。マップはウェールズ国境地帯の人物だとされている。彼はおそらくヘレフォードシャーで生まれたが、学業と仕事は、カンタベリー、パリ、ローマと、いくつかの西ヨーロッパの王族と貴族の下で行っていた。この本は、人や場所に関する逸話の叢書の形式で、その時代の歴史について様々な側面を語っている。その内のいくつかは個人の知識に由来しており、明確に信頼できるものだが、それ以外は過去や現在の事象に関する大衆的な噂話に由来しており、しばしば事実とはかけ離れている。